# Lance Blanks
Lance Blanks (Del Rio, Texas, 1966. szeptember 9. – 2023. május 3.) amerikai kosárlabdázó.

## Életpályája
A főiskolás éveiben a Virginiai Egyetem, majd a Texasi Egyetem csapatában játszott. Blanks és csapattársait (Travis Mays és Joey Wright) az 1989/1990-es szezonban "BMW dobógép"-ként ismerték (BMW – Blanks, Mays, Wright nevének kezdőbetűi). A Longhorn csapatával a második helyen végzett a délnyugati konferenciában és feljutott az Elite nyolc-ba az 1990-es NCAA férfi divizio I kosárlabda tornáján.
Az 1990-es NBA drafton Lance Blanks-t az első körben választotta a Detroit Pistons (26. volt a jelöltek között). A Detroit Pistons mellett a Minnesota Timberwolves csapatában is megfordult. Összesen 3 szezont töltött az NBA-ben 142 mérkőzésen lépett pályára és ez idő alatt 2.0 pontos átlagot ért el.
Néhány év európai kitérő után 2000-ben újra az NBA kötelékében tűnt fel, azonban már nem mint játékos (ekkorra a profi kosárlabdától visszavonult), hanem mint a San Antonio Spurs csapatának játékos figyelője. A siker nem maradt el, hiszen a 2003-as Spurs nyári draft olyan jól sikerült, hogy a csapat megnyerte a második bajnoki címét. Később adminisztrációs igazgatóként dolgozott a (2005-ben is bajnokká lett) Spurs-nél, majd a Cleveland Cavaliers-nél általános menedzser pozícióban tevékenykedett.

## Sikerei
- ciprusi (1998/1999) és magyar (1997/1998) bajnok

## Klubjai
- 1985-1987  Virginia
- 1987-1990  Texas
- 1990-1992  Detroit Pistons (NBA)
- 1992/1993  Minnesota Timberwolves (NBA)
- 1993/1994  USA Oklahoma City Cavalry
- 1994/1995  Giessen MTV 1846
- 1997/1998  Albacomp
- 1998/1999  Keravnos Keo Nicosia